# 拉亚·杜纳耶夫斯卡娅
拉亚·杜纳耶夫斯卡娅（英語：Raya Dunayevskaya；1910年5月1日—1987年6月9日）是美国马克思主义人文主义哲学的创始人之一，生于俄罗斯帝国立陶宛的犹太人家庭。曾是列夫·托洛茨基的秘书，后与其决裂。1945年，参与组织约翰逊-弗雷斯特倾向。1955年，建立新闻和信件委员会，并担任该组织领导人直至逝世。